# Masteria toddae
Masteria toddae är en spindelart som beskrevs av Raven 1979. Masteria toddae ingår i släktet Masteria och familjen Dipluridae.
Artens utbredningsområde är Queensland. Inga underarter finns listade i Catalogue of Life.